# 关于哈利的那些事
关于哈利的那些事（英語：The Thing About Harry）是一套2020年美國浪漫喜剧電視影片，由彼得·佩奇和乔舒亚·森特編劇，佩奇執導。電影故事講述年輕男同性戀者薩姆（杰克·博雷利飾）與他的高中舊生好友哈利（尼科·泰尔霍飾）相聚，當哈利表示自己是泛性戀後，兩人很快由好友變成戀人。
電影在2020年2月15日於Freeform和Hulu上映，首映日吸引到181,000人次觀看並獲得正面評價。

## 劇情
薩姆很不情愿地載他的高中好友去他的家鄉開始公路旅行。路途期間哈利不經意透露了他是泛性戀，使薩姆感到驚訝和有同感。到達後，哈利為了與前女友修好而拋棄了山姆。
一年後，薩姆在一場派對中遇見哈利，喝醉了的他侮辱了哈利。六個月後，薩姆被新男友保羅帶到酒吧參加問答活動，在那裡薩姆偶然遇到了哈利和他的室友。在問題活動中，薩姆選擇了哈利而非保羅，使兩人情侶關係終結。
之後數個月，薩姆和哈利的朋友關係越來越近，在一家酒店慶祝芝加哥骄傲游行時，哈利問薩姆會不會考慮兩人發展進一步關係。薩姆重申他反對與朋友約會的立場，之後偶然發現哈利與阿納斯塔西亞親熱，他們兩人之後成為情侶。數個月後，喝醉的薩姆侮辱他們兩人，指他們兩人關係不會持久，此後薩姆與他們再沒有聯絡。
在室友凱茜鼓勵下，薩姆開始使用交友軟件，但發展並不順利。一年後，阿納斯塔西亞接觸薩姆，並詢問他是否愿意擔任她與扎克婚禮上的主禮人，代表了她與哈利的關係已終止了一段時間。在婚禮上，薩姆遇到哈利並向他表白，兩人共度一晚。翌日，哈利表示他在一星期內搬離，薩姆感到被背叛而離去。
薩姆再次忽視哈利。哈利在一次電視中發現薩姆正參加一場政治集會，哈利決心去找他。在會上哈利向薩姆道歉，表示沒有任何東西比倆人一起更重要。數年後，他們結婚並共同扶養孩子。

## 演員
- 杰克·博雷利 飾 薩姆·巴塞利
- 尼科·泰尔霍 飾 哈利·特平
- 布里特·巴伦 飾 阿纳斯塔西亚·胡珀
- 贾费特·巴拉班 飾 扎克
- 卡拉莫·布朗 飾 保羅
- 彼得·佩奇 飾 凯茜

## 製作
電影首先被執行製作人格雷格·古廖塔和F·J·丹尼賣給Freeform，劇本在2019年7月完成，同年11月開始拍攝。佩奇表示他的其中一個電影寫作目標是反映出年輕LGBT群體比以往用更加多樣化的方式和概念去標記他們自己的性身份，例如電影中哈利是泛性戀而非同性戀或雙性戀，因為「我認為現今兩名年輕，25歲以下的酷兒認為自己是同性戀的可能性很低」。
佩奇本身沒有打算把自己加到電影演員一份子，但後來改變了主意，因為2020年標誌著電視劇《同志亦凡人》播出20週年，他在電影演出以向他自己在電視劇扮演的埃米特·霍尼克特（Emmett Honeycutt）一角致敬。
電影拍攝場地為芝加哥。

## 外部連結
- 互联网电影数据库（IMDb）上《关于哈利的那些事》的资料（英文）
- 爛番茄上《关于哈利的那些事》的資料（英文）